# فاتح آباد (البنجاب)
فاتح آباد بلدة صغيرة في منطقة تارن تاران في ولاية البنجاب في الهند، على بعد نحو 25 كم من سلطانبور لودهي.